# Ernest Martinenche
Pierre-Hippolyte-Ernest Martinenche (Calvisson, Gard, 1869 — Croix du Var, 1 de diciembre de 1939) fue un escritor e hispanista francés.

## Biografía
Su padre, médico, murió pronto, dejando huérfanos a él y una hermana, Lucie. Su madre, una mujer muy instruida que daba clases de latín y griego, marchó a Nîmes con ellos y allí abrió una pensión, dedicándose además a dar clases a niños que preparaba para entrar en el liceo. Martinenche fue profesor agregado de letras en 1891 apenas unos meses en Digne y luego mucho más tiempo en Nîmes. Enseñó retórica en 1899 y al año siguiente en el liceo de Montpellier. Por entonces se doctoró en letras por la Sorbona. Fue Profesor adjunto de Letras en la Universidad de Montpellier entre 1900 y 1906. En este último año entra en la Sorbona, donde obtiene una cátedra de español en 1919, que desempeña hasta 1937. 
Recibió el magisterio de Ernest Dupuy, Émile Faguet y sobre todo Ferdinand Brunetière, que fue su profesor en la Escuela Mormal Superior. Recorrió España publicando artículos en revistas francesas, por ejemplo en la Revue des Pyrenées (1898). Consagró su tesina a La Celestina y su tesis a La comedia española en Francia desde Hardy a Racine. Seis años después, en 1906, escribió Molière y el teatro español. Editó La Celestina (1910, 1927, 1946) y colaboró asiduamente en la Revue Latine dirigida por Émile Faguet; da para la Revue des Deux Mondes un análisis del teatro de Benito Pérez Galdós y para Revue Hispanique, Revue des Langues Romanes y otras revistas de estudios hispánicos artículos y reseñas críticas. 

## Obras
- La Comedia Espagnole en France. De Hardy a Racine. Paris, Hachette, 1900.
- Molière et le théâtre espagnol
- Propos d'Espagne, Paris, Hachette, 1905.
- Histoire de l´influence espagnole sur la littérature française. L´Espagne et le Romantisme français París, Hachette, 1922.
- Quatenus: Tragicomoedia De Calisto Y Melibea Vulgo Celestina Dicta Ad Informandum Hispaniense Theatrum Valuerit...
- La Celestine, La Renaissance du Livre, 1927.
- La Célestine, Tragi-comédie de Calixte et Mélibée, La Renaissance du Livre, 1946.